# Friedrich von Matthisson

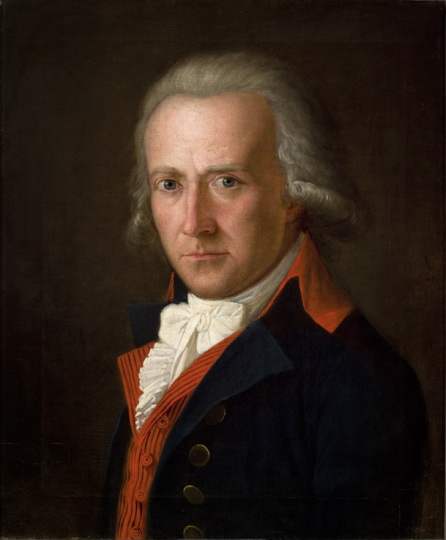
Friedrich von Matthisson, Gemälde von Christian Ferdinand Hartmann, 1794, Gleimhaus Halberstadt

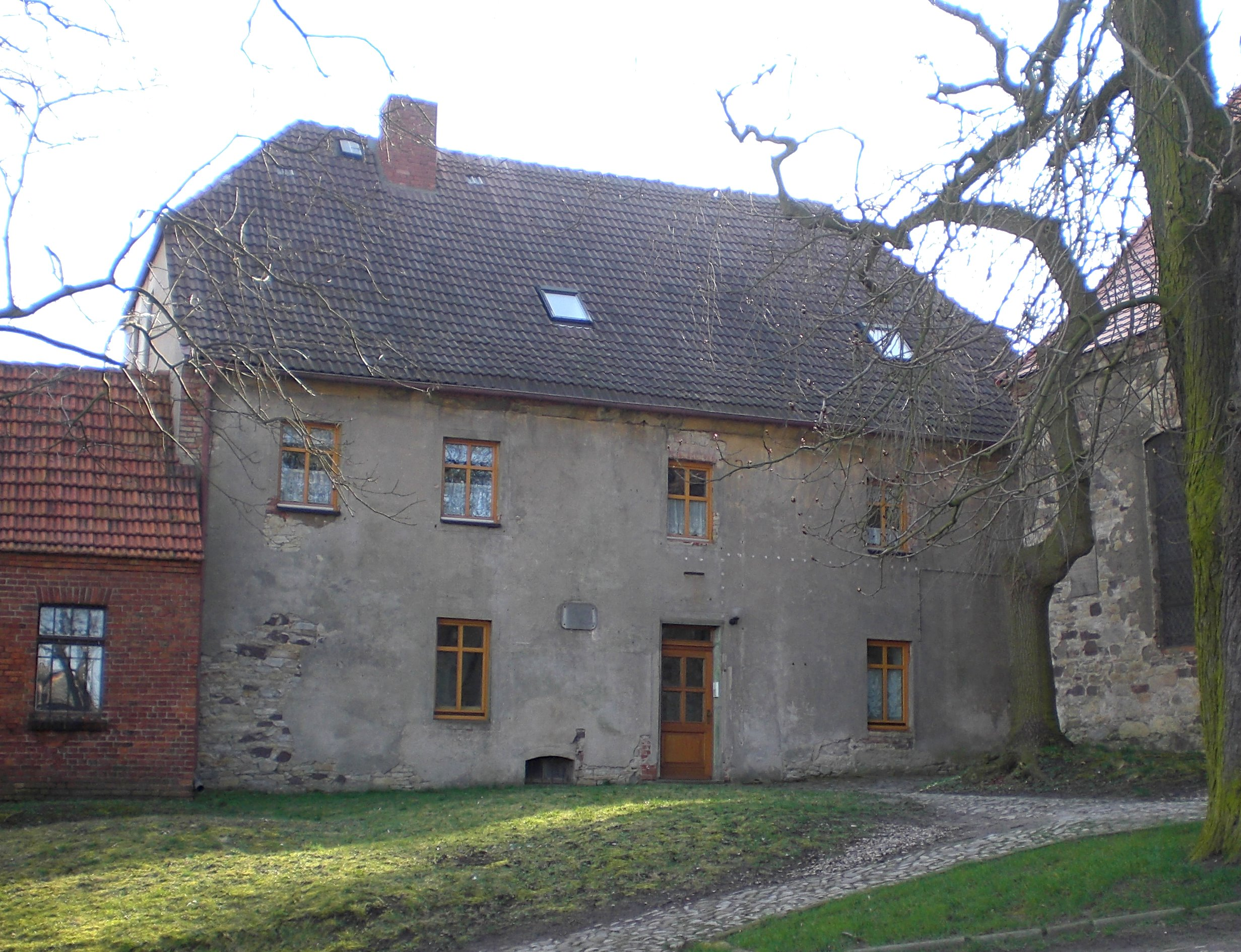
Das Pfarrhaus in Hohendodeleben, Matthisons Geburtshaus

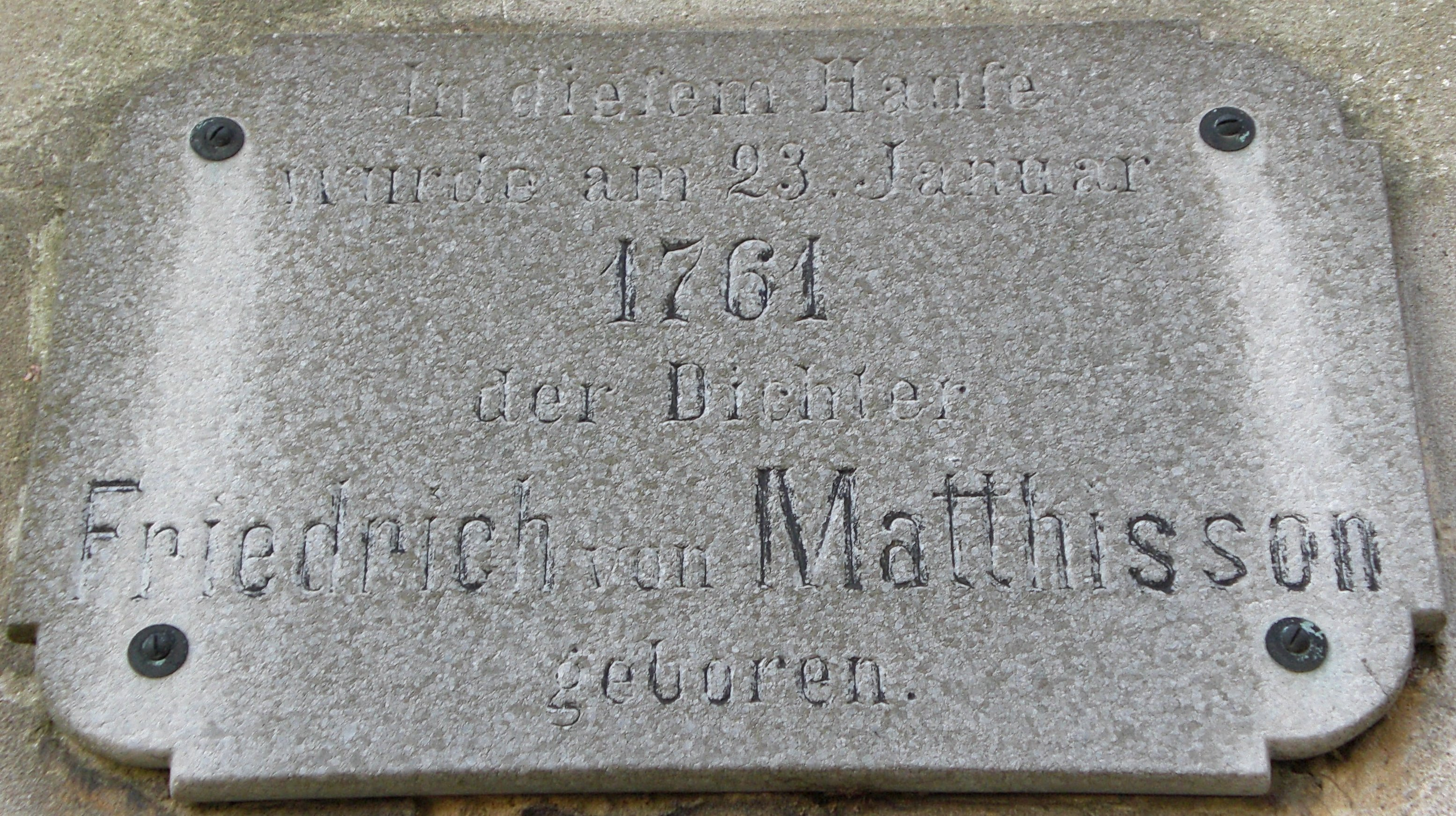
Gedenktafel am Geburtshaus

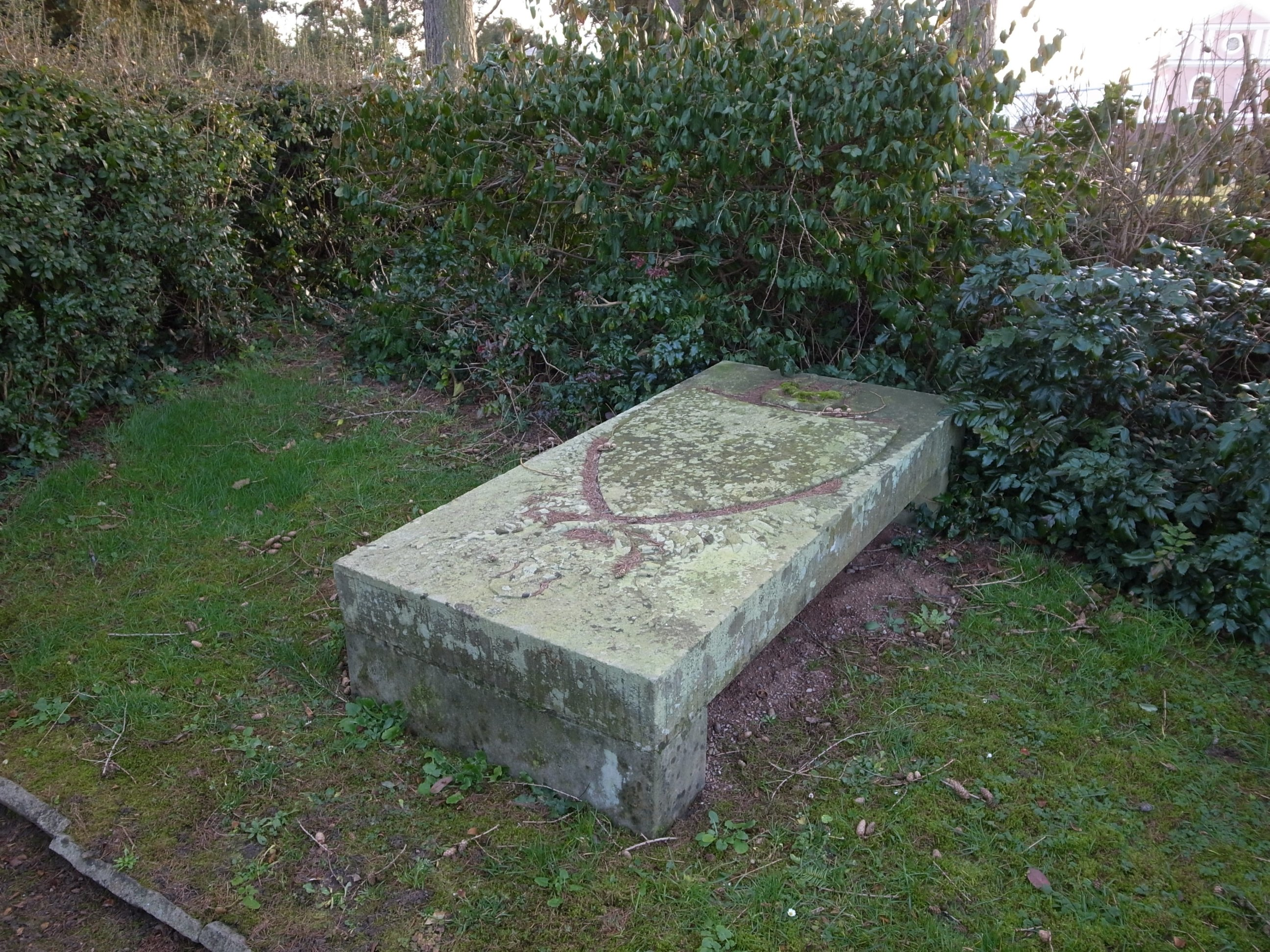
Grabstelle in Wörlitz

Friedrich von Matthisson (* 23. Januar 1761 in Hohendodeleben bei Magdeburg; † 12. März 1831 in Wörlitz bei Dessau) war ein deutscher Lyriker, Bibliothekar und Prosaschriftsteller.

## Leben
Sein Vater Johann Friedrich Matthisson war seit 1758 Pfarrer und starb wenige Wochen vor der im Pfarrhaus der Sankt-Peter-Kirche stattfindenden Geburt seines Sohnes Friedrich. Um 1770 hielt er sich länger bei seinem Großvater Pfarrer Matthias Matthisson in Cracau auf. Ab 1770 fand Friedrich im Haus seines Onkels Aufnahme und besuchte mit ihm die literarische Mittwochsgesellschaft in Magdeburg. Ab 1773 besuchte er die Schule im Kloster Berge. 1778 wurde er Mitglied der Freimaurerloge „Zu den drei Kleeblättern“ in Magdeburg. 1778–1780 studierte er in Halle Theologie, Philologie und Literatur. 
Seit 1781 arbeitete er als Lehrer am Philanthropin in Dessau, ging dann aber 1784 mit dem jungen Grafen Carl Gustav von Sievers aus Livland auf Reisen, u. a. nach Altona, Hamburg, Eutin, Heidelberg und Mannheim. Dabei lernte er Friedrich Gottlieb Klopstock, Johann Heinrich Voß und Matthias Claudius kennen. Nach zweijährigem Aufenthalt bei seinem Freund Karl Viktor von Bonstetten in Nyon am Genfersee nahm er 1790 die Stelle eines Erziehers bei einem reichen Kaufmann in Lyon an. 1794 wurde er zum Vorleser und Reisebegleiter der Fürstin Luise von Anhalt-Dessau berufen, bereiste mit ihr in den folgenden Jahren Italien, die Schweiz und Tirol. Landgraf Friedrich V. von Hessen-Homburg ernannte ihn 1794 zum Hofrat. Matthisson hielt sich zu diesem Zeitpunkt für einige Monate wieder in Cracau, einem Ort seiner Jugendzeit, auf. Markgraf Karl Friedrich von Baden ernannte ihn 1801 zum Legationsrat. 
Von König Friedrich I. von Württemberg 1812 nach Stuttgart berufen, war er dort als Theaterintendant und Oberbibliothekar tätig, wurde geadelt, trat 1828 außer Dienst und zog sich 1829 nach Wörlitz zurück.
Matthisson wurde von seinen Zeitgenossen, u. a. auch von Friedrich Schiller, hoch geschätzt, nach seinem Tode aber bald weitgehend vergessen. An seinem Sturz hatten die Romantiker einigen Anteil. August Wilhelm Schlegel polemisierte gegen die viel gepriesene Lyrik Matthissons mit einem bösen Epigramm:
Stolz prangt mein Lied als Marmorgruppe,

und täuschet fern den Blick, als lebs.
August Thieme hingegen schrieb über ihn:
Auch sah ich Matthison. Im Stromgetose

Wallt er, mit offnem Haar und offnem Sinn,

Durch Klostertrümmer tief im Gräbermoose,

Und mit der Gems’ in Gletscherspiegeln hin;

Pflückt jetzt die Enzian’ und Alpenrose,

Lauscht dort dem Lied der Traubenleserin,

Und sehnt sich rührend aus dem Weltgewühle

Zum Veilchenthale seiner Knabenspiele.
Viele der Gedichte und Lieder Friedrich von Matthissons wurden von Ludwig van Beethoven und Franz Schubert vertont, z. B. Adelaide. Beethoven bedankte sich am 4. August 1800 bei Matthisson, „für das Seelige Vergnügen, was mir ihre poesie überhaupt immer machte und noch machen wird“.
Ein Teilnachlass befindet sich im Deutschen Literaturarchiv Marbach, ein weiterer in der Anhaltischen Landesbücherei Dessau. Sein Grab befindet sich auf dem Christlichen Friedhof in Wörlitz.

## Bedeutung Matthissons für Friedrich Hölderlin
Am 27. Juni 1793 besuchte der Freimaurer Friedrich Matthisson zusammen mit Hölderlins Dichterfreunden Gotthold Friedrich Stäudlin und Christian Ludwig Neuffer, dem Verlobten von Stäudlins Schwester Rosine, das Evangelische Stift Tübingen. Matthisson traf dort mit dem für die Französische Revolution schwärmenden Stiftler Friedrich Hölderlin zusammen. Hölderlins Idol, der Jurist Gotthold Friedrich Stäudlin – „wahrhaft ein herrlicher Mann“ war er von dem jungen Dichter genannt worden –, hatte die Ehre, sich selbst im Stammbuch des Freimaurers zu verewigen:
Du, mit der magischen Gewalt,

zu herrschen über Herzen, über Thränen,

der fühlt, so oft er singt, und fühlend uns mit Tönen

die Reize der Natur und Menschenwürde malt –

Leb wohl und küsse mir den Edeln, dessen Lied

Wie deins, Begeisterung durchglüht.

            Stäudlin.

Tübingen

27. Jun[ii] 1793.
Hölderlin dachte in seinem Brief, den er aus der dritten Juliwoche des Jahres 1793 an Neuffer richtete, an jenes unvergessliche Zusammentreffen zurück:
„Ich schicke meinen Hymnus unsrem Stäudlin. Das zaubrische Licht, in dem ich in ansah, da ich mit ihm zu Ende war, u. noch mer, da ich ihn euch mitgeteilt hatte an dem unvergeßlichen Nachmittage, ist nun so ganz verschwunden, daß ich mich nur mit der Hoffnung eines baldigen bessern Gesangs über seine Mängel trösten kann. – Wie stehts dann eigentlich mit dem Journale? Hast Du schon an Matthison geschrieben? – Ich noch nicht. Hier mein Hesiod.“
Der Hölderlinforscher Adolf Beck bringt dazu einen wichtigen Hinweis auf eine biographische Mitteilung von Hölderlins Freund Rudolf Friedrich Heinrich Magenau:
„Rudolf Magenau berichtet – wohl auf Grund von Hölderlins Erzählung bei dessen Besuch in Vaihingen [an der Enz] am 21. November 1793 – von dem ‚unvergeßlichen Nachmittage‘ in seinem Lebensabriß: ‚Mathison, wohl der liebenswürdigste von unsern Dichtern knüpfte zwischen sich u. H. ein enges Band. H. hatte ihm zu Tübingen im Beisein Neuffers u. Stäudlins eine Hymne an die Kühnheit .. vorgelesen, Mathison entglühte von sympathetischem Feuer, warf sich in H. Arme, u. der Bund der Frdschaft ward geschlossen.‘“

## Werke
- Gedichte, Breslau 1787.

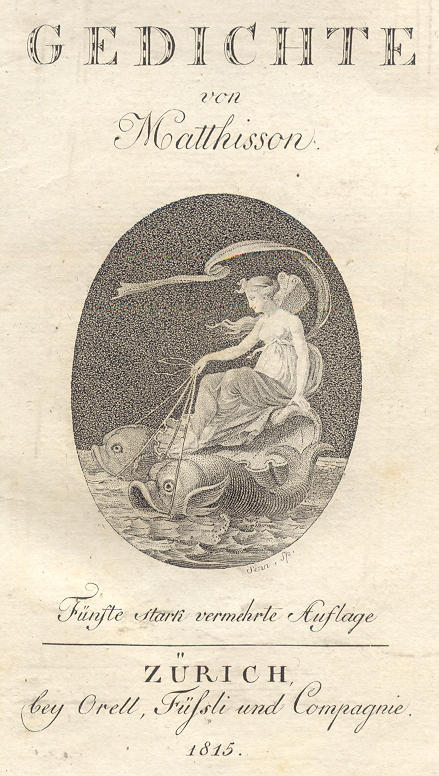
Gedichte, Zürich 1815 (Titelseite)

- Friedrich Mathissons Gedichte. Herausgegeben von Joh. Heinr. Füßli. Vermehrte Auflage.  Zürich. Bey Orell, Geßner, Füßli und Compagnie. 1792. (Digitalisat in der Digitalen Bibliothek Mecklenburg-Vorpommern)
- Erinnerungen, Zürich 1810–16, 5 Bände
- Gedichte von Friedrich von Matthisson - Erster und Zweiter Theil. 1815, Wien, Komm. Gräffer/Härter Verlag
- Gedichte. Ausgabe letzter Hand, Zürich 1821.
- Schriften. Ausgabe letzter Hand, Zürich 1825–1829, 8 Bände (Bd. 1: Gedichte, Bd. 2–8: Erinnerungen)
- Friedrich v. Matthisson’s Literatischer Nachlaß nebst einer Auswahl von Briefen seiner Freunde. Ein Supplement zu allen Ausgaben seiner Schriften. 3 Bände. August Mylius, Berlin 1832 (1: Digitalisat; 2: Digitalisat; 3: Digitalisat).

### Neuere Ausgaben
- Gedichte. Mit Einleitung und Anmerkungen hrsg. von Ernst Kelchner. Brockhaus, Leipzig 1874.
- An den Abendstern. Gedichte, hrsg. von Christian Eger, Halle 2002, ISBN 3-89923-016-7.
- Wörlitzer Blätter. Gedichte, Prosa, Briefe, hrsg. von Christian Eger, Halle 2005, ISBN 3-939335-01-0.
- Das Stammbuch Friedrich von Matthissons. [Bonstettiana, Sonderband.]
  - [Teil 1.] [Faksimile des Stammbuchs.]
  - [Teil 2.] Transkription und Kommentar zum Faksimile. Hrsg., kommentiert und mit einem Nachwort versehen von Erich Wege, Doris und Peter Walser-Wilhelm sowie Christine Holliger in Zusammenarbeit mit Bonstettiana, Archiv und Edition sowie der Anhaltischen Landesbücherei Dessau. Wallstein-Verlag, Göttingen 2007, ISBN 978-3-8353-0002-6
  - Das in der Anhaltischen Landesbibliothek Dessau aufbewahrte Stammbuch enthält 336 handschriftliche und bildnerische Einträge vom 10. Oktober 1782 bis 28. Juni 1830 zu Persönlichkeiten der deutschen und schweizerischen Geistesgeschichte.[11]